# Eerste Weteringplantsoen

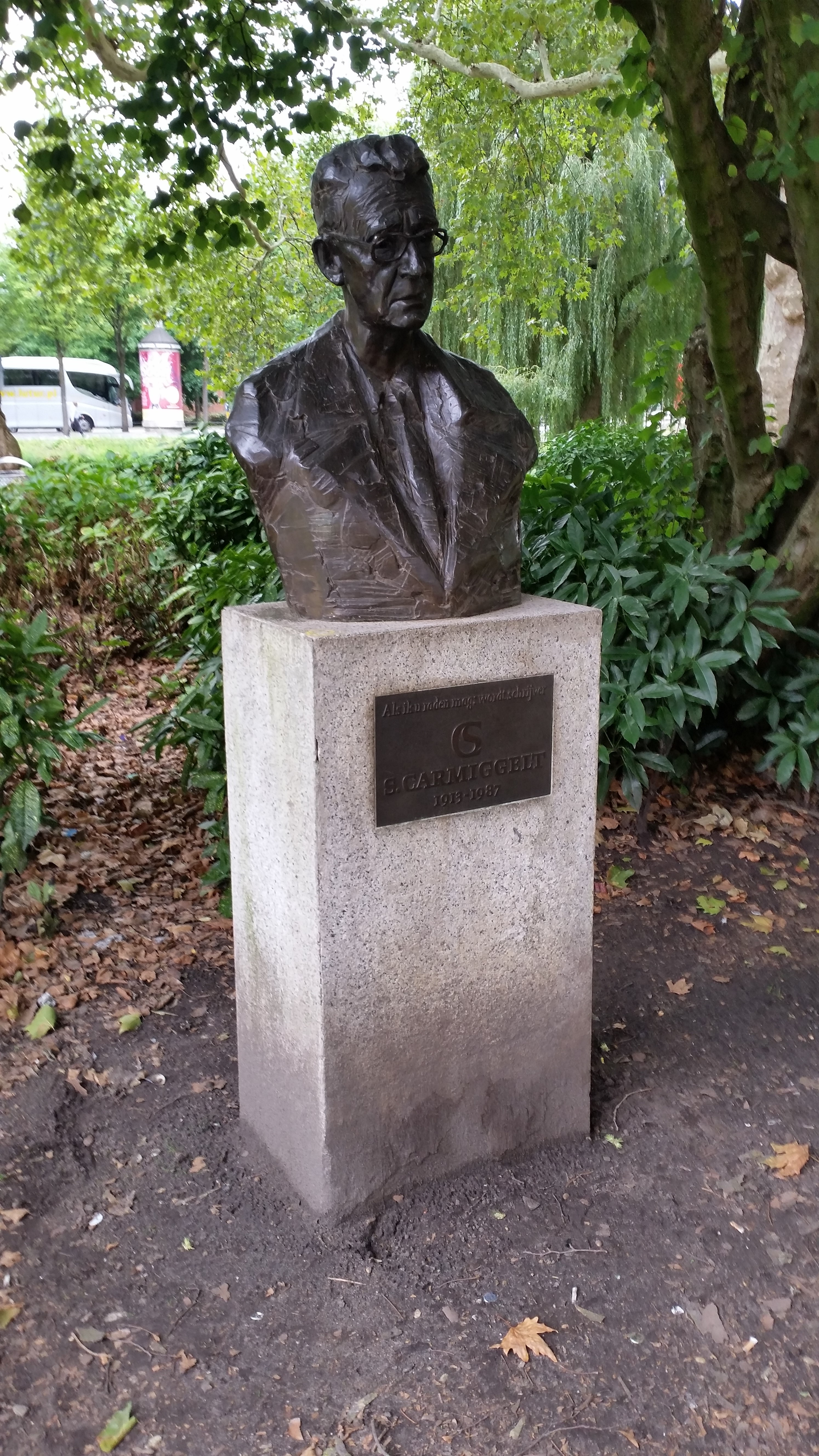
Buste Simon Carmiggelt (augustus 2018)

Het Eerste Weteringplantsoen is een park en straat in Amsterdam-Centrum.

## Geschiedenis en ligging
Het Weteringplantsoen ontstond rond 1845 als groenvoorziening op het voormalige bolwerk De Wetering; de bijbehorende molen zou tot 1873 blijven staan. In verband met de bebouwing van de nabijgelegen wijk De Pijp werd de groenvoorziening rond 1875 doorsneden door wat sinds 1950 de Weteringlaan heet; de verbinding tussen Nieuwe Vijzelstraat en Ferdinand Bolstraat. Er kwam een Eerste (noordwest) en Tweede Weteringplantsoen (zuidoost).
Het Eerste Weteringplantsoen als park ligt tussen de Singelgracht, Weteringschans en het Weteringcircuit. Bij de uitgifte van de naam werd nog verwezen naar de westgrens, het verlengde van de Nieuwe Vijzelstraat. In later tijd kwam het westeind te liggen bij het wat officieus het Weteringcircuit heet; maar in de 21e eeuw wordt aangehouden de Weteringlaan. De naamgever is een wetering die vanuit het Spui de stad uitliep en waarvan de watergang Boerenwetering nog een overblijfsel is. Het plantsoen kreeg per raadsbesluit van 26 maart 1884 zijn naam en werd verder gedefinieerd op 25 februari 1891. Het stuk langs de Singelgracht is een corridor tussen twee kleine plantsoenen in.
Het Eerste Weteringplantsoen als straat begint als zijstraat van de Weteringschans, loopt vervolgens naar de Singelgracht, loopt daar even langs om te eindigen op het Weteringcircuit. Het geheel heeft de vorm van een bolwerk. Er zit een scherpe knik in de straat; de zijgevel van huisnummer 4 grenst loodrecht aan de achtergevel van huisnummer 6. De paden in bovenstaand plantsoen worden ook tot de straat het Eerste Weteringplantsoen gerekend, behalve het zelfstandig benoemde Kronkelpad, dat vernoemd is naar de rubriek van Simon Carmiggelt en Het Parool. Aan het pad staat een beeld van hem, gemaakt door Kees Verkade.

### 12 maart 1945
Op 12 maart 1945 werden in het Eerste Weteringplantsoen 30 verzetsstrijders geëxecuteerd.

## Gebouwen
De gebouwen aan de straat hebben uitsluitend even huisnummers lopend van 2 tot en met 10 en 40 tot en met 74. Huisnummers liggende tussen 12 en 38 waren er wel, maar werden in 1950 afgebroken. Op de plaats werd nieuwbouw neergezet. Al eerder was een deel, dat dienst zou gaan doen als theater door wanbeheer (het bleef bij plannen) dusdanig vervallen, dat het gesloopt moest worden. De bebouwing stamt uit de begintijd van de straat (1860-1862), maar ook uit 1941 (nummer 2) en 1986 (nummers 40-74). 

### Maison Boer
Op huisnummer 2 werd al snel na de bebouwing een uitspanning gebouwd met café en feesttuin; deze werd overgenomen door een familie Boer die er het Maison Boer van maakte; een feestzaal voor bruiloften, partijen, vergaderingen, bijeenkomsten en voorstellingen. De acteur Cor Ruys werd hier rond 1910 tijdens het meespelen in de klucht Het spreekuur van de dokter door zijn vader betrapt; zijn vader zond hem onder het mom van  Je wilt zo graag aan het toneel naar Gustave Prot. Het horecabedrijf werd tot circa 1939 uitgebaat, maar toen vond de familie het genoeg en verkocht het object. Er kwam een flatgebouw.  Ontwerper van de nieuwbouw was kunstenaar Nicolas Charles Dekker.

### Gebouwen in 2019
| Object                         | Bouwperiode | Monumentenstatus      | Omschrijving | Afbeelding |
| ------------------------------ | ----------- | --------------------- | --- | ---------- |
| Eerste Weteringplantsoen 2     | 1941        | geen                  | Architect Nicolas Charles Dekker. De Museum-flat, deels met symmetrische vorm, met appartementen en bedrijfseenheden in de stijl van de Delftse School. Simon Carmiggelt en ook Cor Ruys woonde er langere tijd; aan de zijde van de Weteringschans was jarenlang het Nederland Vietnam Comite gevestigd. |            |
| Eerste Weteringplantsoen 4     |             | geen                  | Herenhuis |            |
| Eerste Weteringplantsoen 6     | 1883        | gemeentelijk monument | Huis naar ontwerp van Willem Langhout. Het volgt samen met de buurpanden min of meer de contouren van het oude bolwerk. Het is gebouwd in de stijl van de Franse renaissance en neoclassicisme, fraai afgewerkt met incisie-ornamenten in blinde geveldelen. |            |
| Eerste Weteringplantsoen 8     | 1883        | geen                  | Het gebouw is samen met gebouw 10 neergezet naar een ontwerp van architecten Jan van Rossem en Willem Johannes Vuyk. In latere instantie werd de gevel dermate verbouwd dat er een mengeling ontstond tussen de oorspronkelijke neorenaissancestijl en de bouwstijlen binnen de Amsterdamse School, Die laatste in vertegenwoordigd in bijvoorbeeld de entree met toegangsdeur met ijzeren handvatten, en de kleine vensters; bovendien is er tegelwerk te zien in de kleuren groen, geel en zwart; het hoekige van de stijl is tevens terug te vinden in de kelderramen (hier hoekig, bij nr.10 in krullen). Het houtwerk van de erker laat ook eigenschappen zien van de Amsterdamse School en ook de toepassing van glas-in-lood. |            |
| Eerste Weteringplantsoen 10    | 1883        | gemeentelijk monument | Het gebouw is samen met gebouw 8 neergezet naar een ontwerp van de architecten Jan van Rossem en Willem Johannes Vuyk en is in tegenstelling tot nummer 8 niet verbouwd. Hier woonde kunstenaar Greta Stein |            |
| Eerste Weteringplantsoen 40-74 | 1986        | geen                  | Gebouw Weteringen |            |
| Weteringschans 30              | 19e eeuw    | rijksmonument         | Commiezenhuis, staande aan de noordrand van het plantsoen |            |

## Kunst
In het park staan de twee eerdergenoemde beelden; het oorlogsmonument en de Buste Simon Carmiggelt.